# Hajdúsámson
Hajdúsámson (ehemals Sámson) ist eine ungarische Stadt im Kreis Debrecen im Komitat Hajdú-Bihar.

## Geografie
Hajdúsámson erstreckt sich über eine Fläche von 69,47 km². Die Stadt liegt 10 km nordöstlich von Debrecen.
Zur Stadt gehören die Ortsteile Martinka, Melegoldal, Oncsatelep und Sámsonkert.

## Geschichte
Sámson wurde zur Zeit der Árpáden gegründet. Der Name wurde erstmals 1213 im Váradi Regestrum erwähnt.
Im 17. Jahrhundert kam das Dorf in den Besitz der Stadt Debrecen, die mit den Einkünften aus Sámson das Reformierten Kollegium (Református Kollégium) finanzierte.
Ursprünglich gehörte der Ort zum Komitat Bihar. Mit der Verwaltungsreform 1876 kam Sámson zum neu entstandenen Komitat Hajdú.
1907 wurde der bronzezeitliche „Schatz von Hajdúsámson“ gefunden. Er besteht aus 12 Kampfäxten und Schmuckschwertern die im Déri-Museum ausgestellt sind.
2004 erhielt Hajdúsámson Stadtrecht.

## Sehenswürdigkeiten

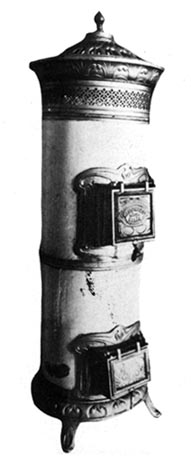
Gusseiserner Ofen aus Kalan um 1900

- Das Ofenmuseum im Gebäude des ehemaligen  Kinos mit 190 unterschiedlichen gusseisernen Öfen, Ausgüssen, Spülen und Bügeleisen.
- Die geschützte Eiche.
- Die reformierte Kirche (um 1800).

## Verkehr
Der Ort liegt an der Bahnlinie Debrecen – Nyírbátor – Mátészalka und der Landesstraße 471.

## Partnerstädte
- Bulgarien: Belene
- Rumänien: Sândominic[3]